# Diócesis de Lamego
La diócesis de Lamego (en latín: Dioecesis Lamacensis y en portugués: Diocese de Lamego) es una circunscripción eclesiástica de la Iglesia católica en Portugal. Se trata de una diócesis latina, sufragánea de la arquidiócesis de Braga. Desde el 19 de noviembre de 2011 su obispo es António José da Rocha Couto, de la Sociedad Portuguesa de Misiones.

## Territorio y organización

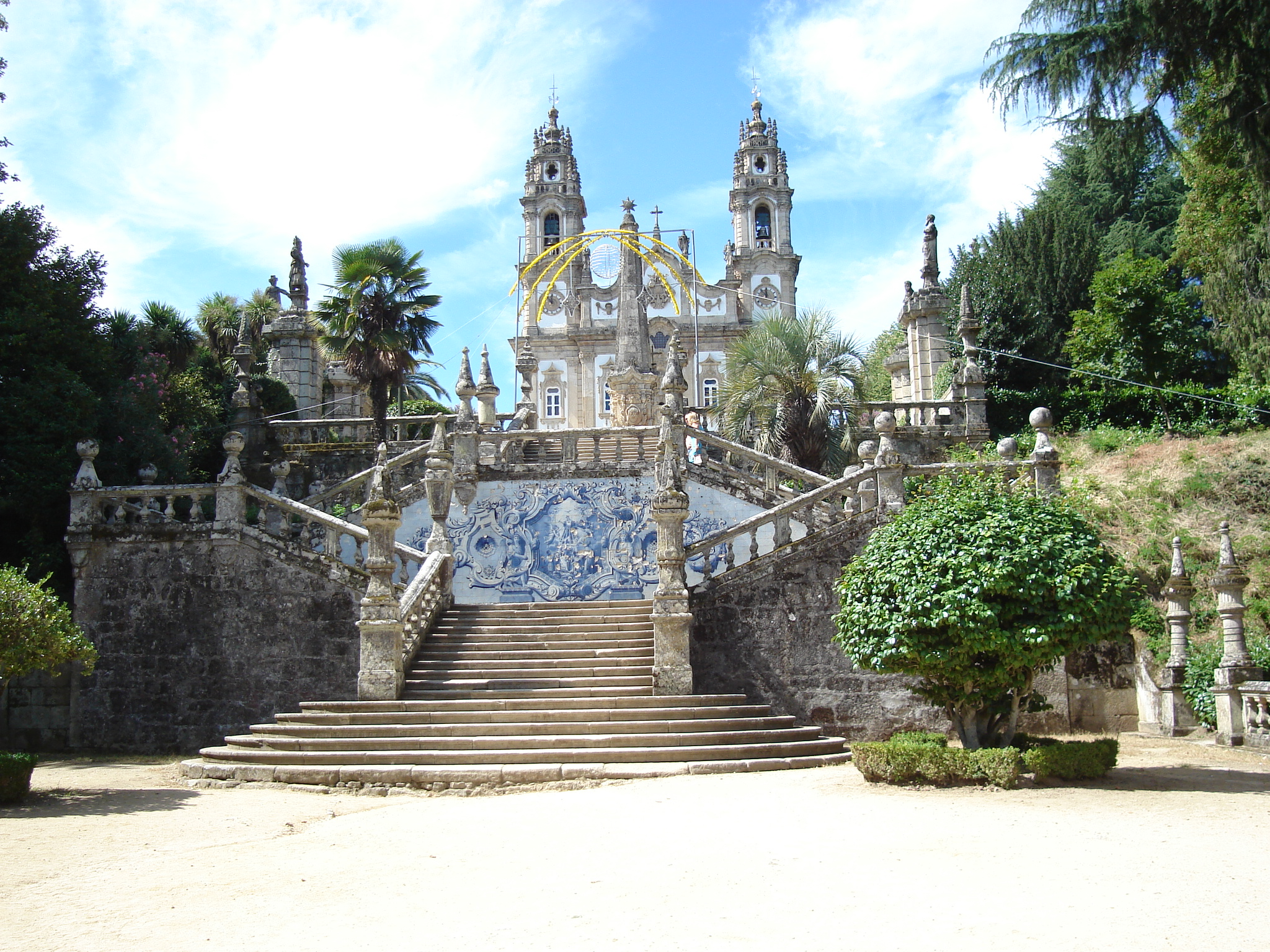
Santuario de Nossa Senhora dos Remédios

La diócesis tiene 2848 km² y extiende su jurisdicción sobre los fieles católicos de rito latino residentes en parte del distrito de Viseu y en menor medida en el distrito de Guarda (los municipios de Vila Nova de Foz Côa y de Meda). Es actualmente la única diócesis en Portugal cuya sede es una ciudad que no es capital de distrito.

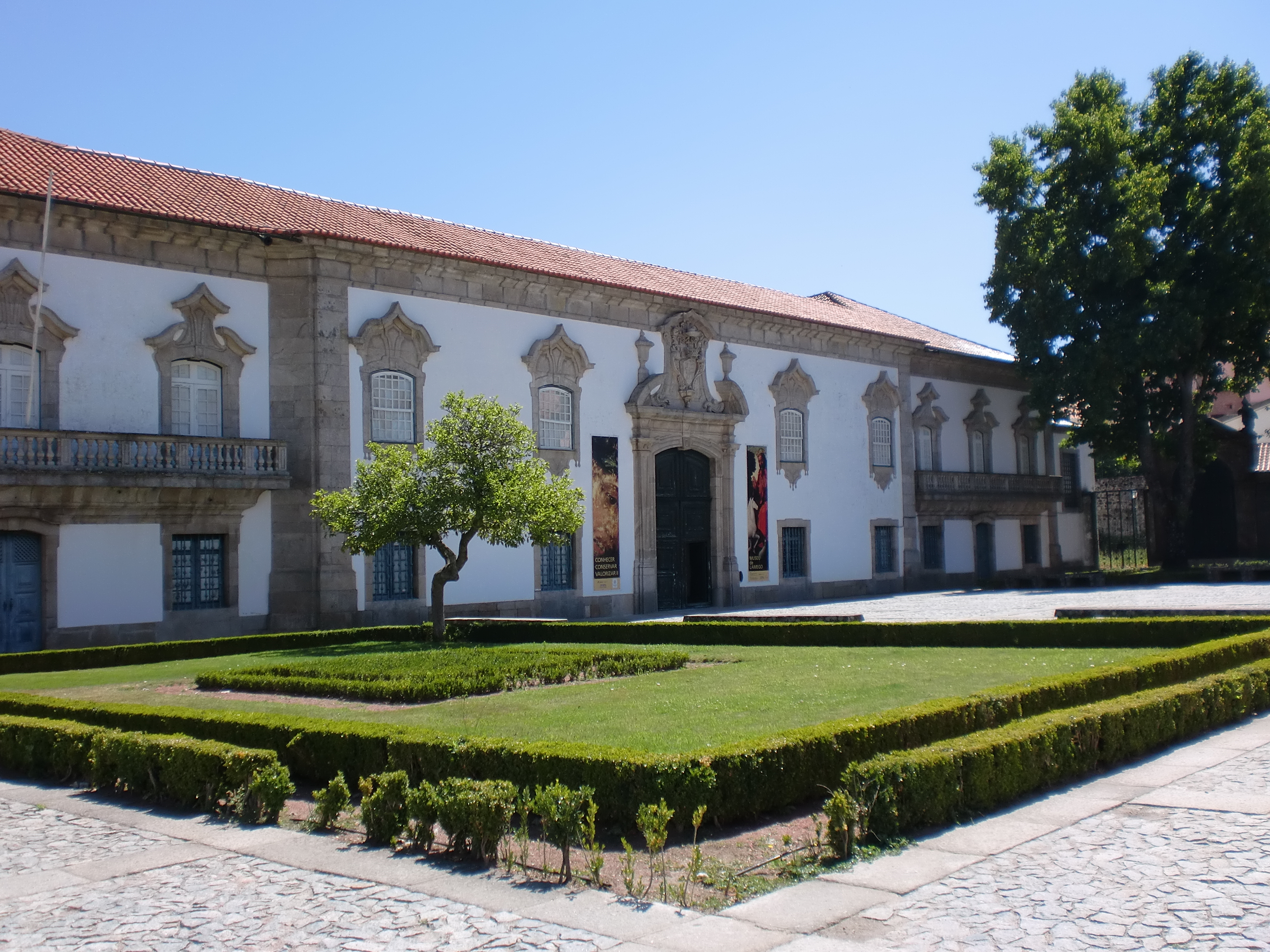
El expalacio episcopal de Lamego, sede del museo cívico

La sede de la diócesis se encuentra en la ciudad de Lamego, en donde se halla la Catedral de Nuestra Señora de la Asunción y el santuario barroco de Nossa Senhora dos Remédios, uno de los más escenográficos de Portugal y en donde se celebra cada 8 de septiembre la fiesta en homenaje de Nossa Senhora dos Remédios, una de las más importantes romerías de Portugal.
En 2021 en la diócesis existían 223 parroquias agrupadas en 14 arciprestazgos: Cinfães, Resende, Castro Daire, Lamego, Tarouca, Vila Nova de Paiva, Armamar, Moimenta da Beira, Tabuaço, São João da Pesqueira, Sernancelhe, Penedono, Vila Nova de Foz Côa y Meda.

## Historia
La historiografía moderna considera como un hecho adquirido la erección de la diócesis de Lamego, con el territorio obtenido de la de Viseu, por Martín de Braga, como parte de la reorganización de la Iglesia en el Reino suevo en la segunda mitad del siglo VI. El primer obispo documentado es Sardinarius, que participó en el segundo Concilio de Braga en 572. En el concilio anterior de 561 no estuvo presente ningún obispo de Lamacensis, señal de que la diócesis fue erigida en el período entre los dos concilios, probablemente hacia 569/570.
En las actas del concilio de 572, Sardinario figura entre los obispos sufragáneos del arzobispo de Braga, Martín. Sólo en 666 está documentada la pertenencia de Lamego a la provincia eclesiástica de la arquidiócesis de Augusta Emérita (hoy archidiócesis de Mérida-Badajoz).
A raíz de la conquista árabe en 714, la diócesis probablemente fue suprimida y no se conocen más obispos durante dos siglos. Sólo a finales del siglo IX se reanudó la sucesión episcopal, con alguna discontinuidad; sin embargo en este período la mayoría de los obispos residían en Galicia, conservando sólo el título de la diócesis de Lamacensis. La serie episcopal se interrumpió de nuevo a finales del siglo X, tras el obispo Tiago, debido a un recrudecimiento de la ofensiva árabe en la región.
A raíz de la reconquista cristiana del territorio y de la liberación de Lamego (en 1057), hubo tentativas de restauración de la antigua diócesis. Se menciona al obispo Pedro de Lamego en 1071, pero su episcopado probablemente fue efímero y sin actos significativos, y no se conocen otros obispos hasta el siglo siguiente.
El 24 de marzo de 1101, con la bula Apostolicae sedis, el papa Pascual II confió las dos diócesis de Lamego y Viseu al cuidado pastoral del obispo de Coímbra; las dos sedes estaban gobernadas en ese período por un archidiácono o prior, bajo mandato del obispo de Coímbra. El 18 de junio de 1116 el papa Pascual II con la bula Fratrum nostrarum transfirió la administración de la diócesis de Lamego a los obispos de la diócesis de Oporto. La diócesis de Lamego fue definitivamente restaurada por un acto del rey Alfonso I de Portugal en 1147 y la hizo sufragánea de la arquidiócesis de Braga.
En 1257 pasó a formar parte de la provincia eclesiástica de la archidiócesis de Santiago de Compostela, pero el 4 de julio de 1403 pasó a la provincia eclesiástica de Lisboa. El mismo día, incorporó el territorio de Riba-Côa (una parte de la región de Beira Alta) desde el río Duero hasta Sabugal para un total de 60 parroquias; este territorio fue cedido en para la erección de la diócesis de Pinhel (hoy suprimida) el 10 de julio de 1770 mediante el breve Apostolicae Sedi del papa Clemente XIV.
El obispo Manuel de Noronha (1551-1564) estableció un estudio de teología y el colegio San Nicolás para la formación del clero. El actual seminario fue erigido recién en 1821 por el obispo João António Binet Pincio.
El 12 de abril de 1774 Lamego cedió los municipios de Arouca y Castelo de Paiva para la erección de la diócesis de Aveiro mediante la bula Militantis ecclesiae del papa Clemente XIV.
El 30 de septiembre de 1881, en virtud de la bula Gravissimum Christi del papa León XIII, fue de nuevo anexada a la provincia eclesiástica de la arquidiócesis de Braga. La diócesis tenía entonces 284 parroquias con 265 009 fieles.
El 20 de abril de 1922 cedió una parte de su territorio para la erección de la diócesis de Vila Real mediante la bula Apostolicae Praedecessorum Nostrorum del papa Pío XI.
El 15 de junio de 1953 se reformó el cabildo catedralicio con el decreto Cum pervetusti de la Sagrada Congregación Consistorial.

## Estadísticas
Según el Anuario Pontificio 2022 la diócesis tenía a fines de 2021 un total de 153 800 fieles bautizados.
| Año                                                                             | Población            | Población | Población      | Sacerdotes | Sacerdotes    | Sacerdotes    | Bautizados por sacerdote | Diáconos permanentes | Religiosos | Religiosos | Parroquias |
| Año                                                                             | Bautizados católicos | Total     | % de católicos | Total      | Clero secular | Clero regular | Bautizados por sacerdote | Diáconos permanentes | Varones    | Mujeres    | Parroquias |
| ------------------------------------------------------------------------------- | -------------------- | --------- | -------------- | ---------- | ------------- | ------------- | ------------------------ | -------------------- | ---------- | ---------- | ---------- |
| 1949                                                                            | 224 398              | 224 969   | 99.7           | 224        | 215           | 9             | 1001                     |                      | 11         | 58         | 217        |
| 1970                                                                            | 220 112              | 220 114   | 100.0          | 204        | 191           | 13            | 1078                     |                      | 15         | 94         | 221        |
| 1980                                                                            | 230 500              | 235 600   | 97.8           | 178        | 162           | 16            | 1294                     |                      | 18         | 86         | 223        |
| 1990                                                                            | 171 280              | 172 000   | 99.6           | 186        | 171           | 15            | 920                      |                      | 15         | 79         | 223        |
| 1999                                                                            | 147 250              | 148 547   | 99.1           | 168        | 157           | 11            | 876                      |                      | 12         | 82         | 223        |
| 2000                                                                            | 146 826              | 148 123   | 99.1           | 162        | 151           | 11            | 906                      |                      | 12         | 79         | 223        |
| 2001                                                                            | 143 470              | 144 727   | 99.1           | 151        | 141           | 10            | 950                      |                      | 11         | 80         | 223        |
| 2002                                                                            | 142 926              | 144 218   | 99.1           | 153        | 143           | 10            | 934                      | 2                    | 11         | 79         | 223        |
| 2003                                                                            | 145 378              | 147 608   | 98.5           | 157        | 146           | 11            | 925                      | 2                    | 12         | 76         | 223        |
| 2004                                                                            | 159 758              | 162 297   | 98.4           | 156        | 147           | 9             | 1024                     | 2                    | 10         | 70         | 223        |
| 2013                                                                            | 157 500              | 160 700   | 98.0           | 133        | 127           | 6             | 1184                     | 1                    | 6          | 57         | 223        |
| 2016                                                                            | 155 400              | 158 600   | 98.0           | 124        | 117           | 7             | 1253                     | 2                    | 7          | 42         | 223        |
| 2019                                                                            | 154 000              | 157 200   | 98.0           | 116        | 110           | 6             | 1327                     | 2                    | 6          | 32         | 223        |
| 2021                                                                            | 153 800              | 156 900   | 98.0           | 114        | 110           | 4             | 1349                     | 3                    | 4          | 32         | 223        |
| Fuente: Catholic-Hierarchy, que a su vez toma los datos del Anuario Pontificio. |                      |           |                |            |               |               |                          |                      |            |            |            |

## Episcopologio
- Sardinário † (mencionado en 572)
- Filipe † (mencionado en 589)
- Profuturo † (antes de 633-después de 638)
- Vitarico † (mencionado en 646)
- Filimiro † (mencionado en 653)
- Teodísculo o Teodisclo † (mencionado en 666)
- Gundulfo † (antes de 681-después de 683)
- Fiôncio † (antes de 688-después de 693)
- Branderico † (antes del 881-después de 886)
- Argimiro † (mencionado en 893)
- Ornato I † (antes de 916-después de 920)
- Pantaleão † (antes de 922-después de 935)
- Ornato II † (antes de 944-después de 955)
- Jacobo o Tiago † (antes de 969-después de 981)[nota 1]
- Pedro † (mencionado en 1071)
- Mendo † (1147-1173 renunció)
- Godinho Afonso † (1174-1189 falleció)
- João † (1190-1196)
- Pedro Mendes † (1196-1209)
- Paio Furtado † (1211-1246)
- Martinho † (1247-1248)
- Egas Pais † (1248-1257)
- Pedro Anes † (1257-1270)
  - Domingos Pais † (1271-1274 falleció) (obispo electo)
- Gonçalo † (1275-1282 falleció)
- João II † (25 de mayo de 1286-1296)
- Vasco Martins de Alvelos † (1297-14 de febrero de 1302 nombrado obispo de Guarda)
- Afonso das Astúrias † (14 de febrero de 1302-3 de noviembre de 1306 nombrado obispo de Salamanca)
- Diogo † (3 de noviembre de 1306-10 de mayo de 1311 nombrado obispo de Zamora)
- Rodrigo de Oliveira † (10 de mayo de 1311-1330 falleció)
- Salvador Martins, O.F.M. † (12 de marzo de 1331-13 de enero de 1349 falleció)
- Durando, Durão † (27 de julio de 1349-1362 falleció)
- Lourenço † (9 de junio de 1363-19 de septiembre de 1393 falleció)
- Gonçalo Gonçalves † (26 de enero de 1394-9 de febrero de 1419 falleció)
- Álvaro de Abreu † (21 de agosto de 1419-25 de junio de 1421 nombrado obispo de Silves)
- Garcia de Menezes † (25 de junio de 1421-10 de abril de 1426 nombrado obispo de Viseu)
- Luís Gonçalves do Amaral † (5 de junio de 1426-11 de marzo de 1431 nombrado obispo de Viseu)
- João Vicente, C.R.S.J.E. † (7 de mayo de 1431-1 de abril de 1444 nombrado obispo de Viseu)
- Gonçalo Anes † (1 de abril de 1444-18 de agosto de 1447 nombrado obispo de Oporto)
- João da Costa † (18 de agosto de 1447-1463? renunció)
- Rodrigo de Noronha † (22 de agosto de 1463-septiembre de 1477 falleció)
- Martin Pedro † (24 de septiembre de 1477-1478 falleció)
- Gomes de Miranda † (7 de junio de 1479-21 de noviembre de 1492 falleció)
- Antonio Pallavicini Gentili † (1492-1493 renunció)
- Fernando Coutinho † (30 de marzo de 1493-24 de enero de 1502 nombrado obispo de Silves)
- João Camelo de Madureira † (24 de enero de 1502-1513 renunció)
- Fernando de Menezes Coutinho e Vasconcelos † (26 de agosto de 1513-24 de septiembre de 1540 nombrado arzobispo de Lisboa)
- Agostinho Ribeiro † (24 de septiembre de 1540-24 de marzo de 1549 falleció)
- Manuel de Noronha † (22 de abril de 1551-3 de noviembre de 1564 falleció)
  - Sede vacante (1564-1570)
- Manuel de Menezes † (20 de febrero de 1570-16 de diciembre de 1573 nombrado obispo de Coímbra)
- Simão de Sá Pereira † (28 de febrero de 1575-13 de noviembre de 1579 nombrado obispo de Oporto)
- António Teles de Menezes † (13 de noviembre de 1579-1598 falleció)
- Martim Afonso de Melo † (19 de julio de 1599-octubre de 1613 falleció)
- Martim Afonso Mexia (de Tovar) † (1 de junio de 1615-2 de diciembre de 1619 nombrado obispo de Coímbra)
- João de Lencastre † (21 de julio de 1622-enero de 1626 falleció)
- João Coutinho † (14 de junio de 1627-3 de diciembre de 1635 nombrado arzobispo de Évora)
- Miguel de Portugal † (14 de mayo de 1636-enero de 1644 falleció)
  - Sede vacante (1644-1670)
- Luís de Sousa † (15 de diciembre de 1670-8 de febrero de 1677 nombrado arzobispo de Braga)
- Luís da Silva Teles, O.SS.T. † (8 de marzo de 1677-9 de abril de 1685 nombrado obispo de Guarda)
- José de Menezes † (14 de mayo de 1685-10 de marzo de 1692 nombrado arzobispo de Braga)
- António Vasconcelos e Sousa † (15 de octubre de 1692-14 de diciembre de 1705 nombrado obispo de Coímbra)
- Tomás de Almeida † (6 de diciembre de 1706-22 de julio de 1709 nombrado obispo de Oporto)
- Nuno Álvares Pereira de Melo † (7 de mayo de 1710-8 de mayo de 1733 falleció)
  - Sede vacante (1733-1741)
- Manuel Coutinho, O.Christ. † (2 de enero de 1741-7 de agosto de 1742 falleció)
- Feliciano de Nossa Senhora † (26 de noviembre de 1742-15 de abril de 1771 falleció)
- Nicolau Joaquim Torel da Cunha Manuel † (17 de junio de 1771-26 de julio de 1772 falleció)
- Manuel de Vasconcellos Pereira † (8 de marzo de 1773-29 de enero de 1786 falleció)
- João António Binet Pincio † (24 de julio de 1786-19 de septiembre de 1821 renunció)
- José de Jesus Maria Pinto, C.R.S.A. † (24 de septiembre de 1821-6 de marzo de 1826 falleció)
  - Sede vacante (1826-1833)
- José da Assunção Vieira, O.F.M. † (29 de julio de 1833-18 de noviembre de 1841 falleció)
  - Sede vacante (1841-1844)
- José de Moura Coutinho † (22 de enero de 1844-3 de octubre de 1861 falleció)
- Antonio da Trindade de Vasconcellos Pereira de Melo † (1 de octubre de 1863-19 de noviembre de 1895 falleció)
- António Tomás da Silva Leitão e Castro † (19 de noviembre de 1895 por sucesión-3 de diciembre de 1901 falleció)
- Francisco José Ribeiro Vieira e Brito † (8 de enero de 1902-12 de julio de 1935 falleció)
- Agostino de Jesus e Souza † (12 de julio de 1935 por sucesión-16 de mayo de 1942 nombrado obispo de Oporto)
  - Sede vacante (1942-1944)
- Ernesto Sena de Oliveira † (15 de junio de 1944-29 de octubre de 1948 nombrado arzobispo a título personal de Coímbra)
- João da Silva Campos Neves † (29 de octubre de 1948-2 de febrero de 1971 retirado)
- Américo Henriques † (2 de febrero de 1971 por sucesión-19 de febrero de 1972 nombrado obispo de Nova Lisboa)
- António de Castro Xavier Monteiro † (1 de julio de 1972-5 de enero de 1995 retirado)
- Américo do Couto Oliveira † (5 de enero de 1995 por sucesión-2 de diciembre de 1998 falleció)
- Jacinto Tomás de Carvalho Botelho (20 de enero de 2000-19 de noviembre de 2011 retirado)
- António José da Rocha Couto, S.M.P., desde el 19 de noviembre de 2011